# Pandanus kajewskii
Pandanus kajewskii är en enhjärtbladig växtart som beskrevs av Elmer Drew Merrill och Lily May Perry. Pandanus kajewskii ingår i släktet Pandanus och familjen Pandanaceae. Inga underarter finns listade.